# Municipio de Rucava
El municipio de Rucavas (en letón: Rucavas novads) es uno de los ciento diez municipios de Letonia, que abarca una pequeña porción del territorio de dicho país báltico. Fue creado durante el año 2009 después de una reorganización territorial. La capital es el pueblo de Rucava, de medio millar de habitantes. El municipio es completamente rural y carece de localidades importantes. Se ubica en la esquina suroccidental del país, en la costa del mar Báltico y en la frontera con Lituania.
El 1 de julio de 2021, el municipio de Rucava dejó de existir y su territorio se fusionó con el municipio de Kurzeme Meridional.

## Subdivisiones
- Dunikas pagasts (zona rural)
- Rucavas pagasts (zona rural)

## Población y territorio
Su población se encuentra compuesta por un total de 2.013 personas (2009). La superficie de este municipio abarca una extensión de territorio de unos 448,6 kilómetros cuadrados. La densidad poblacional es de 4,89 habitantes por cada kilómetro cuadrado.